# 마모셋쥐
마모셋쥐(Hapalomys longicaudatus)는 쥐과에 속하는 설치류의 일종이다. 말레이시아와 미얀마, 태국에서 발견된다. 자연 서식지는 아열대 또는 열대 기후 지역의 건조림이다. 서식지 감소로 위협을 받고 있다.

## 특징
꼬리 길이 172~201mm를 제외한 몸길이가 150~170mm인 보통 크기의 설치류로 발 길이는 26~32mm, 귀 길이는 12~15mm이다. 털은 무성하고 양털처럼 부드럽다. 등 쪽은 회색빛 갈색이고 배 쪽은 희다. 핵형은 2n=50, FN=54이다.

## 생태
대나무를 잘 타는 수상성 동물이고 야행성 동물이다. 대나무에 직경 3.5cm의 구멍을 뚫고 갈대로 통 안에 잎을 쌓아 둥지를 만든다. 주로 여러 대나무 부위를 먹는다.

## 분포 및 서식지
미얀마와 태국 서부, 말레이반도에 널리 분포한다. 해발 최대 500m 이하 지역의 대나무로 덮인 상록수림에서 서식한다.